# CHU-LIP
«CHU-LIP» es el 14 sencillo de Ai Otsuka y primero del 2007.Fue el tema del drama Kirakira Kenshui protagonizada por Eiji Wentz.

## Detalles
CHU-LIP marca la primera vez que Ai Otsuka ha sacado más de 3 sencillos antes de sacar un álbum original. CHU-LIP tiene dos significados : CHU es del beso en los labios, o prácticamente el sonido que hace al besar. LIP: significa labio en inglés. Chulip como tal significa tulipán en japonés (de la pronunciación inglesa Tulip), por lo que quedaría como Beso Tulipán, por eso el signo de este sencillos, en un tulipán en forma de beso. La promoción de este sencillo causó mucha diversión para los fanes, ya que de la manera en que Ai decidió presentarse fue muy extrovertida, con peluca rubia y con miles de bailarines (incluyendo un travesti). El sencillo ha vendido hasta la fecha más de 111 000 copias, lo cual ha defraudado a los fanes, diciendo que su popularidad está bajando, aunque hay que reconocer que CHU-LIP estuvo en el Top 10 de las canciones más bajadas en el servicio de japonés de CHAKU-UTA por más de dos meses, y también en el top 5 diario desde febrero hasta finales de marzo, y todavía está en el top 50 de las más bajadas en Japón.

## Video musical
El video musical causó mucha polémica por diversas razones. El video empieza con un girasol al lado la cola de una vaca; a los 5 segundos, la vaca saca excremento y ahí empieza el video, donde Ai y millones de personas salen del girasol y empiezan a volar, Ai es una linda abeja. Luego vemos a Ai, viendo desde la ventana a 2 personas, una que está totalmente desnuda (tapando sus genitales gracias a burbujas del baño) jugando como si tocara una batería, y a otra jugando con una guitarra fantasiosa viendo la tv. Luego de eso Ai cambia a ser una chica que baila frente a unos urinales, acompañada de personajes excéntricos, un baile muy provocativo que simula a la masturbación, mientras que un personaje pasa por una pared que tiene una tela en el medio por la cual pasa y baila, se dice que la pared simula a una vagina. Después, Ai sigue molestando a dos hombres que ven la tv, pegándose y tocándolos. Después, Ai baila encima de los urinales acompañada de sus excéntricos personajes. En la mitad de la canción, se ve a Ai y a sus personajes haciendo caras chistosas dentro del tv, después viene el baile y así se acaba el video.

## Canciones
1. CD
2. 01. «CHU-LIP»
3. 02. «Kimi Ni Naeru»
4. 03. «CHU-LIP» (Instrumental)
5. 04. «Kimi Ni Naeru» (Instrumental)

1. CD Y DVD

1. CD
2. 01. «CHU-LIP»
3. 02. «Kimi Ni Naeru»
4. 03. «CHU-LIP» (Instrumental)
5. 04. «Kimi Ni Naeru» (Instrumental)

1. DVD
2. 01. CHU-LIP (PV)

## Presentaciones en TV
1. CDTV 17/02/07
2. Music Station 23/02/07
3. Music Fighter 23/02/07
4. POPJAM 23/02/07
5. Hey Hey Hey 26 /02/07
6. Utaban 29/02/07
7. Kouhako 31/12/07

- Datos: Q1065563